# Chính sách thị thực của Moldova

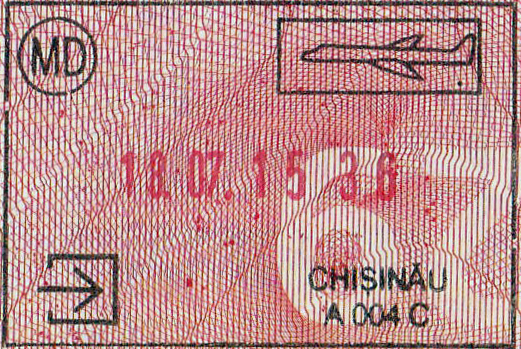
Dấu nhập cảnh của Moldova

Chính phủ của Cộng hòa Moldova cho phép công dân của một số quốc gia/vùng lãnh thổ đến Moldova với mục đích du lịch hoặc công tác mà không phải xin thị thực, thường dựa trên những thỏa thuận song phương. Công dân của các quốc gia khác phải xin thị thực từ một trong những đại sứ quán tại quốc gia của họ hoặc trực tuyến. Tất cả du khách phải sở hữu hộ chiếu (hoặc thẻ căn cước đối với công dân EU, Liechtensteiner, Monaco, Sammariname và Thụy Sĩ) có hiệu lực 3 tháng dài hơn thời gian ở lại.

## Bản đồ chính sách thị thực

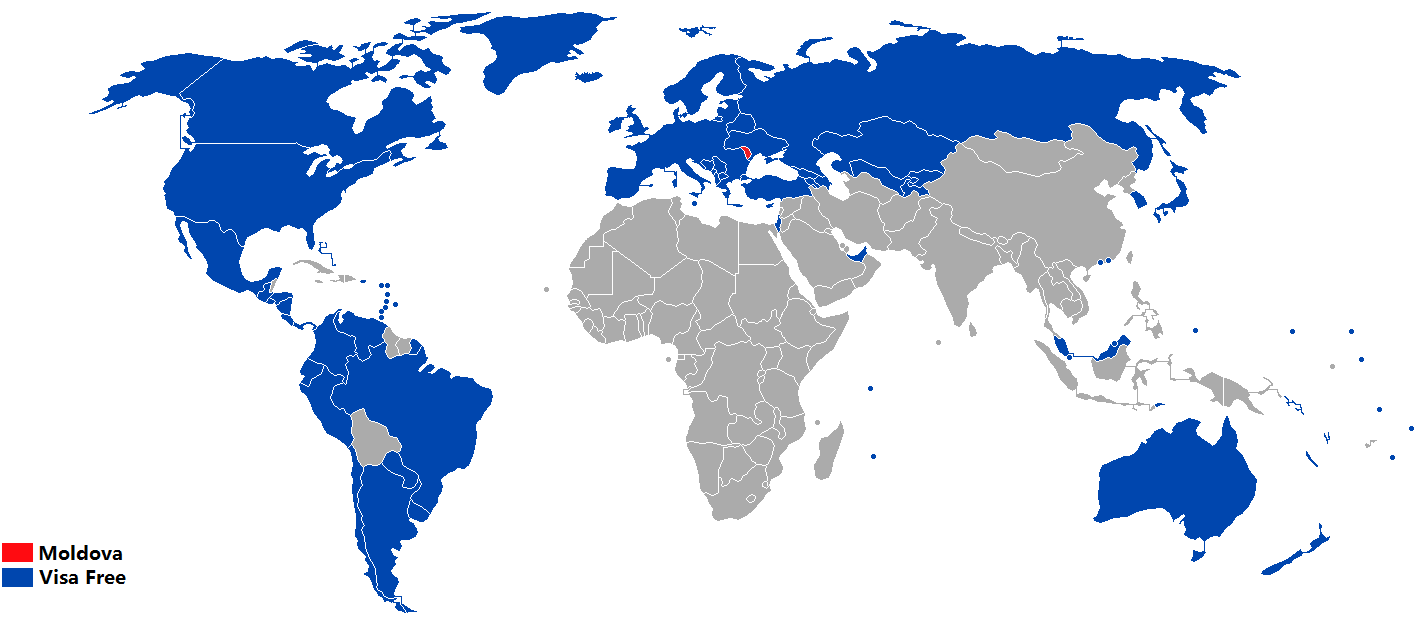
Quan hệ ngoại giao của Moldova
Moldova
Miễn thị thực
Cần thư mời từ người bảo lãnh tại Moldova

## Miễn thị thực
Công dân của 69 quốc gia và vùng lãnh thổ sau cũng như người vô quốc tịch và người tị nạn định cư tại những quốc gia này, có thể đến Moldova không cần thị thực lên đến 90 ngày trong mỗi chu kỳ 180 ngày.
| - Tất cả công dân Liên minh Châu Âu 1 3 \| - Albania - Andorra - Armenia - Azerbaijan - Bahamas - Barbados - Belarus - Bosna và Hercegovina - Các Tiểu vương quốc Ả Rập Thống nhất - Canada - Chile - Ecuador - Gruzia - Hàn Quốc - Hoa Kỳ - Hồng Kông - Iceland - Israel - Kazakhstan - Kyrgyzstan - Liechtenstein1 \| - Macao - Macedonia - Malaysia - Monaco1 - Montenegro - Na Uy - New Zealand - Nga - Nhật Bản - San Marino 1 - Serbia 2 - Seychelles - Singapore - Tajikistan - Thành Vatican - Thổ Nhĩ Kì - Thụy Sĩ 1 - Úc - Ukraina - Uzbekistan \| \| | |  |
| - Albania - Andorra - Armenia - Azerbaijan - Bahamas - Barbados - Belarus - Bosna và Hercegovina - Các Tiểu vương quốc Ả Rập Thống nhất - Canada - Chile - Ecuador - Gruzia - Hàn Quốc - Hoa Kỳ - Hồng Kông - Iceland - Israel - Kazakhstan - Kyrgyzstan - Liechtenstein1 | - Macao - Macedonia - Malaysia - Monaco1 - Montenegro - Na Uy - New Zealand - Nga - Nhật Bản - San Marino 1 - Serbia 2 - Seychelles - Singapore - Tajikistan - Thành Vatican - Thổ Nhĩ Kì - Thụy Sĩ 1 - Úc - Ukraina - Uzbekistan |  |

- 1 — có thể nhập cảnh bằng thẻ căn cước
- 2 — chỉ hộ chiếu sinh trắc học.
- 3 — bao gồm tất cả các loại quốc tịch Anh.

## Thị thực thay thế
Công dân của các quốc gia sau có thể đến Moldova không cần thị thực nếu có thẻ cư trú hoặc thị thực có hiệu lực (trừ hiệu lực quá cảnh) của quốc gia thành viên Khối Schengen hoặc Liên minh Châu Âu:
| - Trung Quốc - Kuwait - Qatar |

## Thay đổi trong tương lai
Moldova đã ký thỏa thuận miễn thị thực với các quốc gia sau, nhưng chưa được thông qua:
- Brasil – 90 ngày trong mỗi chu kỳ 6 tháng với mục đích du lịch hoặc công tác đối với hộ chiếu phổ thông.[5][6]

Tháng 1 năm 2018 Chính phủ Moldova thông báo dự kiến sẽ mở rộng danh sách miễn thị thực bằng cách thêm 33 quốc gia mới.

## Không yêu cầu thư mời
Công dân của các quốc gia sau không phải cung cấp thư mời để xin thị thực Moldova:
| - Antigua và Barbuda - Argentina - Belize - Bolivia - Brasil - Brunei - Colombia - Costa Rica - Dominica - Đông Timor - El Salvador - Fiji - Grenada - Guatemala - Honduras - Kiribati - Kuwait - Lesotho - Quần đảo Marshall - Mauritius - Mexico | - Micronesia - Nauru - Nicaragua - Palau - Panama - Paraguay - Peru - Qatar - Saint Kitts và Nevis - Saint Lucia - Saint Vincent và Grenadines - Samoa - São Tomé và Príncipe - Quần đảo Solomon - Tonga - Trinidad và Tobago - Trung Quốc - Tuvalu - Uruguay - Venezuela |  |

Ngoài ra, công dân của bất cứ quốc tịch nào có thị thực hoặc thẻ cư trú có hiệu lực được cấp bởi một quốc gia thành viên EU/Schengen, đều được miễn thư mời.

## Hộ chiếu không phổ thông
Ngoài ra, chỉ người sở hữu hộ chiếu ngoại giao hoặc công vụ của Brasil, Trung Quốc, Indonesia, Iran, Peru, Qatar, Turkmenistan và Việt Nam không cần thị thực để đến Moldova.

## Quan hệ qua lại
Công dân Moldova được miễn thị thực đến hầu hết những quốc gia họ miễn thị thực trừ Úc, Canada, Nhật Bản, New Zealand, Ireland, Singapore, Hàn Quốc, Các Tiểu vương quốc Ả Rập Thống nhất, Anh Quốc và Hoa Kỳ.

## Thống kê du khách
Hầu hết du khách đến Moldova đều đến từ các quốc gia sau:
| Quốc gia   | 2017      | 2016      | 2015      |
| ---------- | --------- | --------- | --------- |
| România    | 2.140.028 | 1.864.586 | 1.300.945 |
| Ukraina    | 1.049.307 | 974.357   | 1.013.779 |
| Nga        | 314.266   | 247.846   | 258.320   |
| Bulgaria   | 70.592    | 55.391    | 47.831    |
| Ý          | 42.972    | 34.829    | 32.884    |
| Đức        | 26.206    | 22.925    | 20.419    |
| Thổ Nhĩ Kỳ | 24.529    | 21.193    | 21.818    |
| Israel     | 22.891    | 20.551    | 17.518    |
| Hoa Kỳ     | 21.878    | 18.263    | 17.133    |
| Belarus    | 16.469    | 13.930    | 14.136    |
| Tổng       | 3.879.964 | 3.395.132 | 2.856.089 |